# Lančchuti
Lančchuti (gruzínsky: ლანჩხუთი) je město v západogruzínském regionu Gurie. Žije v něm 6395 obyvatel (2014).
Lančchuti získala statut města v roce 1961. Prochází tudy železnice spojující Samtredii s Batumi. Hospodářství města se zejména díky zemědělství v okolí orientuje na potravinářský průmysl, vyrábí se zde konzervy a zpracovává maso. Ve městě také sídlí fotbalový klub Guria Lančchuti.
V Lančchuti se narodil významný menševický politik Noe Žordanija a v Mamati, jedné z okolních vesnic, bývalý gruzínský prezident Eduard Ševardnadze.